# Stea polară
Coordonate:  02h 31m 48.7s, +89° 15′ 51″

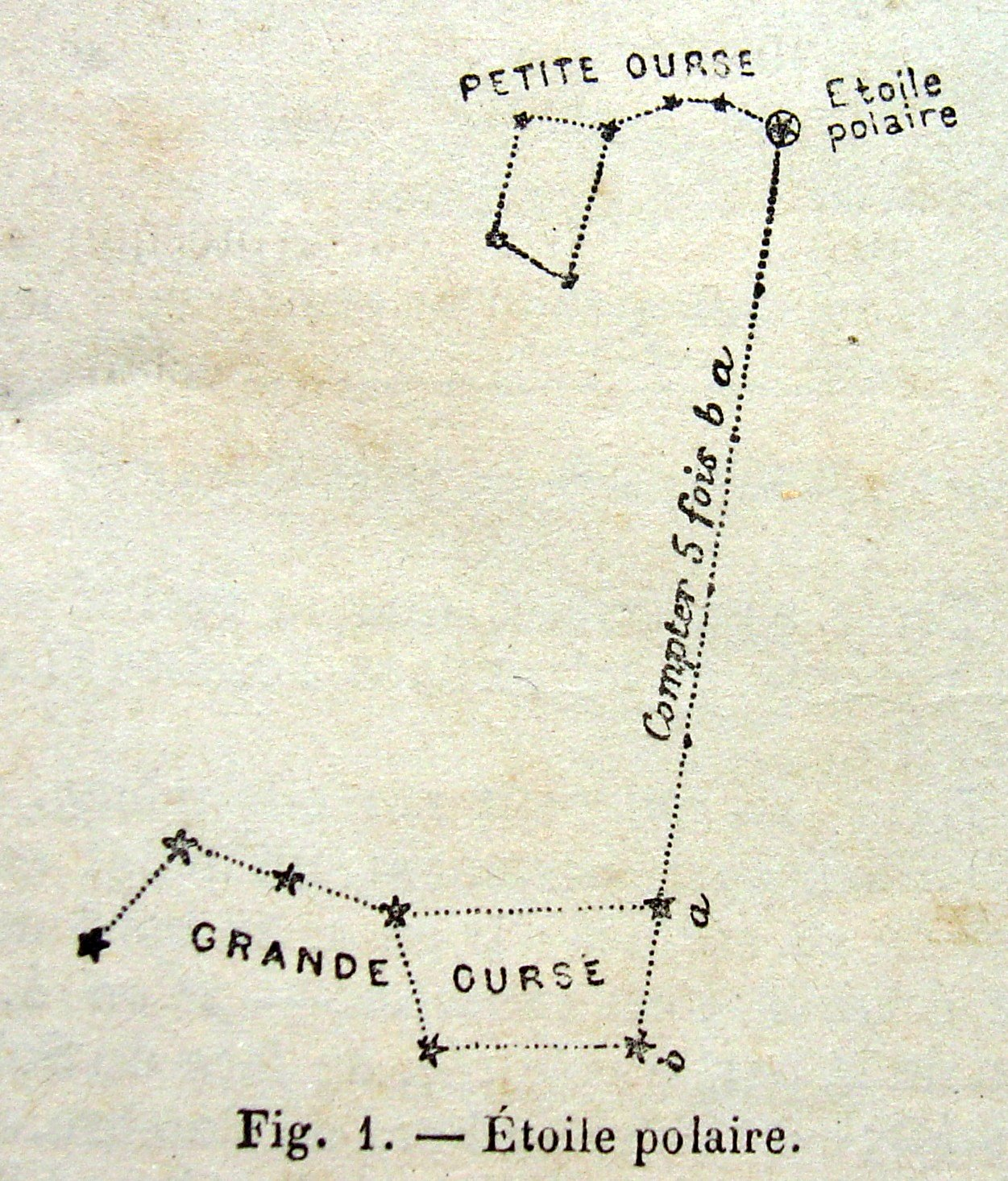
Localizarea Stelei Polare din emisfera nordică, Alpha Ursae Minoris, pornind de la Ursa Mare (Carul Mare).

O stea polară este, în astronomie, un termen generic care desemnează o stea vizibilă cu ochiul liber, care se găsește aproximativ pe aliniamentul axei de rotație a unei planete, în general Pământul.

## Descriere
Prin alinierea sa cu axa de rotație, o stea polară este percepută ca fiind imobilă de către un observator situat pe acea planetă, în timp ce stelele celelalte care sunt vizibile par să descrie o mișcare circulară în jurul stelei polare în timpul nopții.
O stea polară este situată aproape de unul din polii cerești ; în navigația astronomică, poziția sa este un indicator fiabil al direcției unui pol geografic, iar altitudinea sa unghiulară permite determinarea latitudinii.
În principiu, orice planetă posedă două stele polare, una pentru Polul Nord și cealaltă pentru Polul Sud, însă existența lor depinde de configurația stelelor : este posibil să nu existe o stea suficient de vizibilă cu ochiul liber în direcția unui pol.

## În emisfera nordică
În prezent Steaua Polară în emisfera nordică este Alpha Ursae Minoris (α UMi), steaua cea mai strălucitoare din constelația Ursa Mică. Denumirea oficială a Stelei Polare, Polaris, a fost aprobată de Uniunea Astronomică Internațională la data de 20 iulie 2016.
Steaua Polară (latină Polaris) este o stea din constelația Ursa Mică situată foarte aproape de polul nord ceresc (declinație: +89° 15′ 51″). Din această cauză, și fiind ușor vizibilă cu ochiul liber (magnitudine aparentă: 1,97), este utilizată pentru orientare, indicând cu precizie destul de bună (sub 1°) direcția spre nordul geografic. De remarcat faptul că Beta Ursae Minoris (Kochab) a fost steaua polară între 1500 î.Hr. și 500 d.Hr., în emisfera nordică.

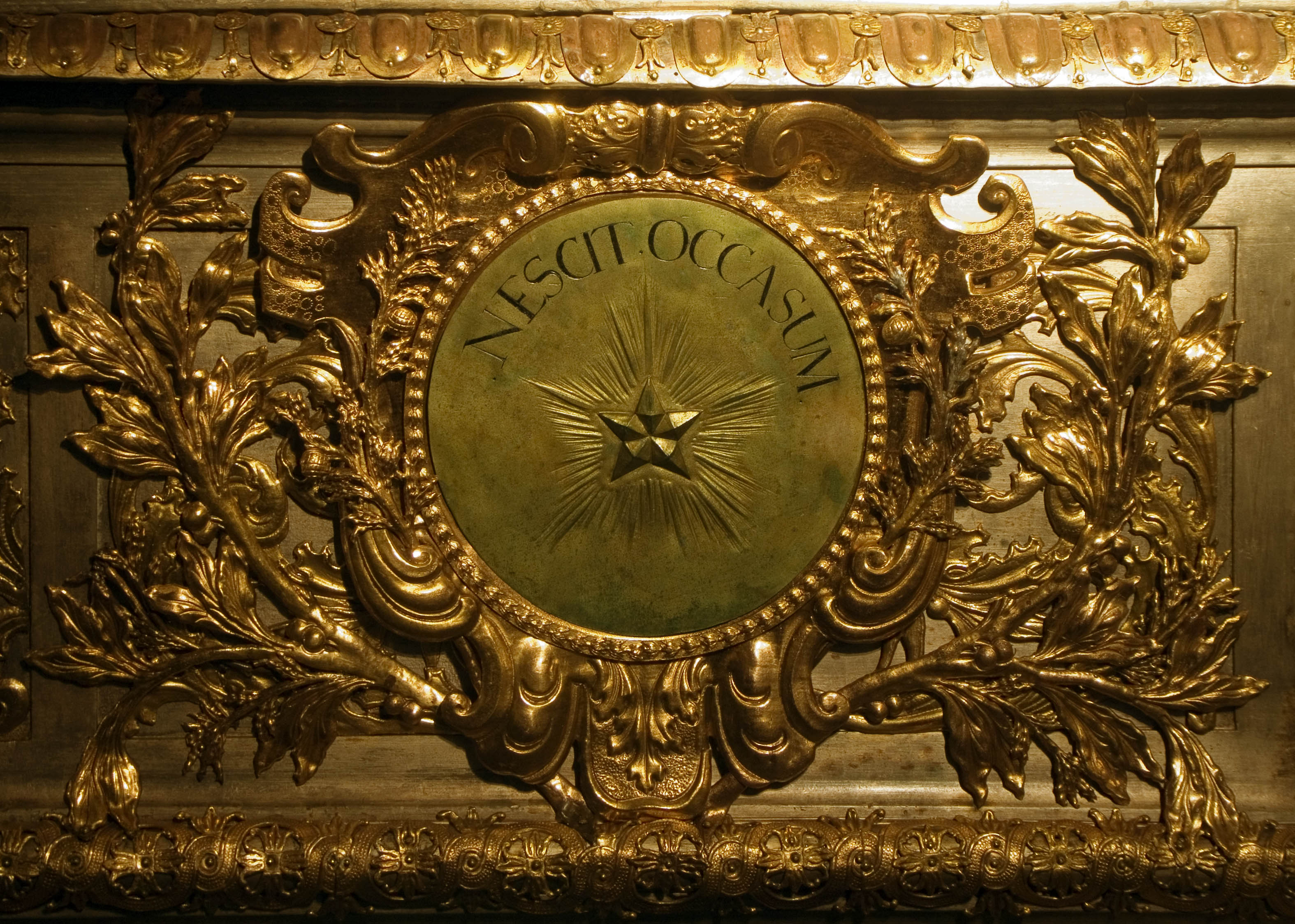
Steaua Polară pe sicriul regelui Carol al XI-lea al Suediei, biserica Riddarholmen, Stockholm, Suedia

Deoarece Steaua Polară nu coboară sub orizont (nu apune), a devenit un simbol al casei regale suedeze în perioada de maximă expansiune a regatului, în secolele al XVII-lea și al XVIII-lea.
Tabelul următor grupează diferite stele de magnitudine aparentă mai mică de 3,5 care vor fi cele mai apropiate de Polul Nord ceresc la un moment dat al precesiei echinocțiilor, în viitorul îndepărtat: nu sunt neapărat cele mai apropiate stele vizibile cu ochiul liber, iar valorile numerice date sunt aproximări foarte largi.
| Stea       | Magnitudinea aparentă | Perioada | Perioada | Distanța minimă | Distanța minimă |
| Stea       | Magnitudinea aparentă | Început  | Sfârșit  | Anul            | Unghiul (°)     |
| ---------- | --------------------- | -------- | -------- | --------------- | --------------- |
| Polaris    | 2,0                   | 450      | 3100     | 2100            | 0,4             |
| γ Cephei   | 3,2                   | 3100     | 5300     | 4200            | 0,3             |
| ι Cephei   | 3,5                   | 5300     | 7100     | 6400            | 0,4             |
| α Cephei   | 2,4                   | 7100     | 9300     | 7600            | 3,6             |
| η Cephei   | 3,4                   | 9300     | 9400     | 9300            | 9,6             |
| Deneb      | 1,2                   | 9400     | 11600    | 10900           | 3,5             |
| δ Cygni    | 2,9                   | 11600    | 13700    | 12500           | 0,6             |
| Vega       | 0,03                  | 13700    | 15700    | 14600           | 3,9             |
| π Herculis | 3,2                   | 15700    | 16900    | 16400           | 6,8             |
| γ Draconis | 2,2                   | 16900    | 17600    | 16900           | 7,6             |
| η Herculis | 3,5                   | 17600    | 19200    | 18000           | 7,9             |
| ι Draconis | 3,3                   | 19200    | 23000    | 21300           | 3,1             |
| Pherkad    | 3,0                   | 23000    | 23100    | 23100           | 9,0             |
| Kochab     | 2,1                   | 23100    | 26200    | 24700           | 3,7             |

## În emisfera sudică
În emisfera sudică, este admis că Beta Hydri, din constelația  Hidra Australă, reprezintă cel mai bun candidat, ca urmare a faptului că prin magnitudinea sa aparentă este mai ușor perceptibilă decât Sigma Octantis (σ Oct). Deși Sigma Octantis este mai aproape de axa de rotație a Pământului, aceasta este mai greu de reperat.
Tabelul următor grupează diferite stele de magnitudine aparentă mai mică de 3,5 care vor fi cele mai apropiate de Polul Sud ceresc la un moment dat al precesiei echinocțiilor, în viitorul îndepărtat: nu sunt neapărat cele mai apropiate stele vizibile cu ochiul liber, iar valorile numerice date sunt aproximări foarte largi.
| Stea       | Magnitudinea aparentă | Perioada | Perioada | Distanța minimă | Distanța minimă |
| Stea       | Magnitudinea aparentă | Început  | Sfârșit  | Anul            | Unghiul (°)     |
| ---------- | --------------------- | -------- | -------- | --------------- | --------------- |
| β Hydri    | 2,8                   | 1300     | 5100     | 4150            | 3,5             |
| γ Hydri    | 3,2                   | 5100     | 6300     | 5100            | 6,9             |
| α Hydri    | 2,9                   | 6300     | 7500     | 6500            | 8,5             |
| α Reticuli | 3,3                   | 7500     | 8400     | 8400            | 9,4             |
| α Doradus  | 3,3                   | 8400     | 12100    | 10000           | 5,0             |
| β Columbae | 3,1                   | 12100    | 13000    | 13000           | 9,8             |
| ν Puppis   | 3,2                   | 13000    | 15700    | 14700           | 0,2             |
| σ Puppis   | 3,2                   | 15700    | 17600    | 16600           | 1,1             |
| γ Velorum  | 1,8                   | 17600    | 19300    | 18500           | 1,1             |
| δ Velorum  | 1,9                   | 19300    | 19800    | 19300           | 4,4             |
| φ Velorum  | 3,5                   | 19800    | 20500    | 20500           | 1,5             |
| κ Velorum  | 2,5                   | 20500    | 21000    | 20800           | 0,1             |
| N Velorum  | 3,2                   | 21000    | 21500    | 21000           | 1,4             |
| ι Carinae  | 2,2                   | 21500    | 21800    | 21500           | 2,9             |
| q Carinae  | 3,4                   | 21800    | 22500    | 22400           | 2,1             |
| θ Carinae  | 2,8                   | 22500    | 23400    | 22800           | 0,6             |
| ω Carinae  | 3,3                   | 23400    | 27000    | 23900           | 2,4             |

## Stele polare ale altor corpuri cerești din Sistemul Solar
Pe alte corpuri cerești, este posibil să se definească stele polare, într-un mod analog cu cele observate pe Terra. Axa acestor obiecte fiind orientată diferit de cea a Pământului (înclinația față de ecliptică), stelele polare rezultante diferă și ele.
| Astru   | Stea polară de Nord                                                                                               | Stea polară de Sud                    |
| Luna    | ? | Delta Doradus                         |
| Mercur  | ο Draconis | α Pictoris                            |
| Venus   | 42 Draconis | Eta Doradus                           |
| Terra   | α Ursae Minoris                                                                                                   | σ Octantis                            |
| Marte   | Cele două stele din vârful constelației Lebăda (constelație în formă de cruce), Sadr (gamma Cyg) și Deneb (α Cyg) | κ Velorum (la 2° de polul sud ceresc) |
| Jupiter | Zeta Draconis | HD 40455 (în Dorado)                  |
| Saturn  | ? | Delta Octantis                        |
| Uranus  | Eta Ophiuchi | 15 Orionis                            |
| Neptun  | La mijlocul distanței dintre Gamma Cygni și Delta Cygni                                                           | Gamma Velorum                         |